# Reutterliedlin
Reutterliedlin (Reiterliedchen) sind im engeren Sinne volkstümlich weltliche, regelmäßig gesungene Lyrik der Reisigen in der Lutherzeit. Gesammelt, vertont und in teilweise kunstvolle Sätze gebracht, gelegentlich wohl auch gedichtet von Komponisten wie Hans Gerle (ca. 1495–1570), Christian Egenolff (1502–1555) und vor allem Ludwig Senfl (um 1486–1542/43), dessen Titel Von erst so wölln wir loben und Ein Maidlein zu dem Brunnen ging als typisch für die Gattung anzusehen sind.
Thema der Reutterliedlin ist die Zeitenwende, der die Reisigen in besonderem Maße unterworfen sind. Handelte es sich bei Reisigen im Mittelalter um Soldaten, die einen Ritter auf dem Kriegszug begleiteten, werden diese Soldaten zu einer Berufsgruppe, die unter Führung eines Rottmeisters die Warentransporte der Kaufleute bewachen.
Vom althergebrachten Minnesang übernommen ist vor allem das Motiv der Minneabsage. Allerdings handelt es sich bei den im Lied Beschriebenen nicht um eine hehre Frau, sondern um ein Mädchen (→Walther von der Vogelweide), das dem Ehrenkodex des Standes allerdings nicht gerecht wird, ein Druselein, das auf dem Pflaster der Stadt weder barfuß noch in Holzschuhen („Pantöffeln“) laufen kann.
Da das Bewachungsgeschäft offensichtlich sehr einträglich war, wenn der Reisige nicht nur gelegentlich, sondern regelmäßig zwischen zwei Stationen hin- und herritt, fällt die Sozialkritik trotz aller Schärfe der Diktion mäßig aus. Die Parteinahme bezüglich der eigenen Gruppe relativiert die Analyse möglicher klassenkämpferischer Szenarien, also sowohl im Hinblick auf den Stand, der die Dienste der Reiter in Anspruch nimmt, als auch auf mögliche Räuber und Brandschatzer.
Der Übergang des Reutterliedlin zum Kirchenlied, zum Gassenhauer (Gassenhawerlin) und zu anderen Rudimenten des Minnesangs und zum Meistersang ist fließend. Wegen der vielen berufsspezifischen Fachausdrücke ist das Reiterlied im Gegensatz zu den Weihnachtsliedern Martin Luthers (Vom Himmel hoch, da komm ich her) nicht unmittelbar verständlich, da das Vokabular nicht mehr dem lexikalisch gut erfassten Mittelhochdeutsch entspricht, andererseits von modernem Deutsch noch nicht die Rede sein kann. Darüber hinaus wimmelt es von Doppeldeutigkeiten.
Abhilfe könnte ein Wörterbuch der Lutherzeit schaffen.